# ستيفان لي ميجنان
ستيفان لي ميجنان (بالفرنسية: Stéphane Le Mignan)‏ هو لاعب كرة قدم ومدرب كرة قدم فرنسي في مركز الوسط، ولد في 4 يونيو 1974 في أوري في فرنسا. لعب مع نادي فان.

## وصلات خارجية
- ستيفان لي ميجنان على موقع قاعدة بيانات كرة القدم.إي يو (الإنجليزية)